# Zespół pałacowy w Niemieży

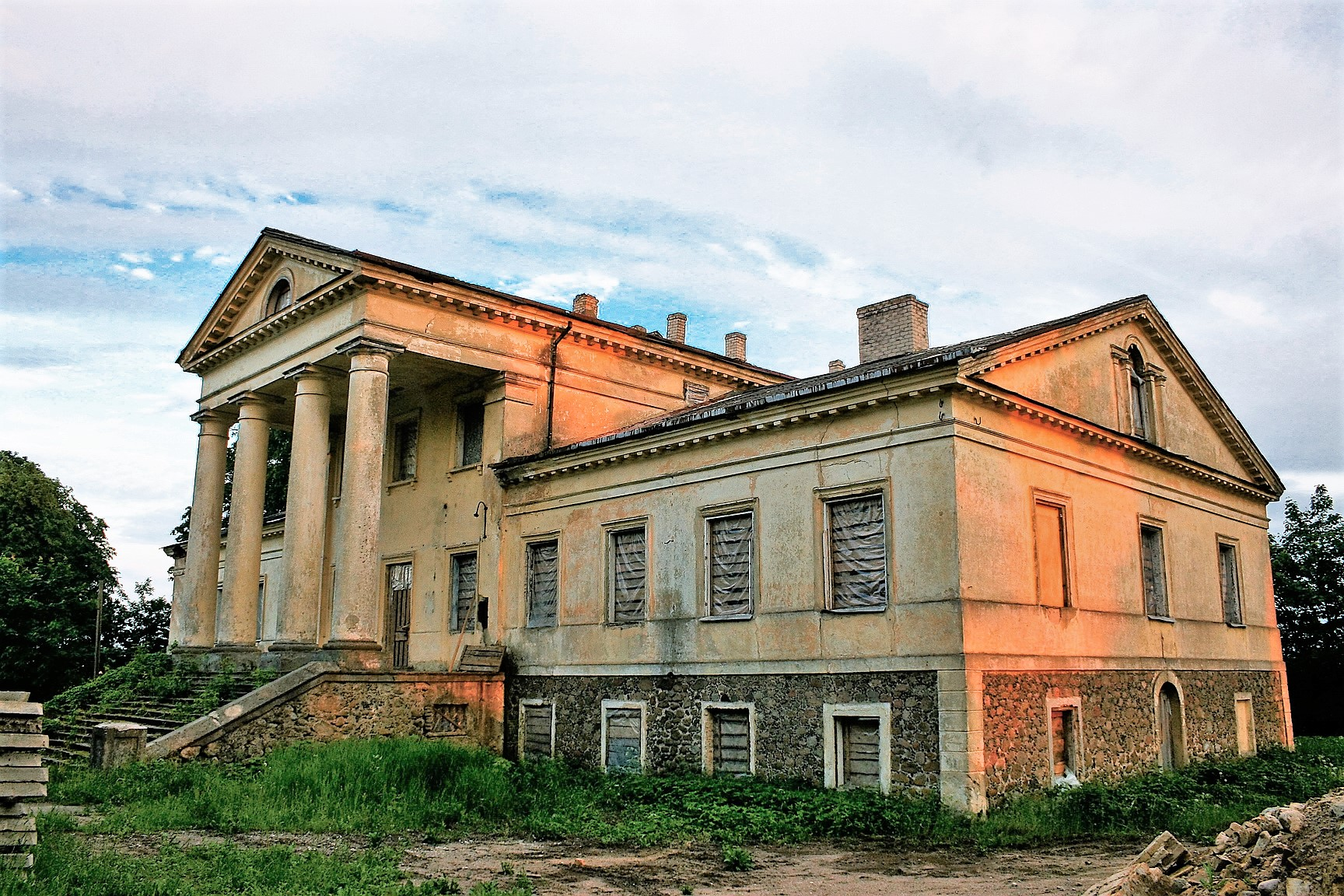
Pałac w Niemieży

Po majątku ziemskim w Niemieży pozostało kilka zabudowań w słabo zachowanym parku dworskim.
- Pałac – zbudowany w stylu późnoklasycystycznym w latach 1830-1836 przez Benedykta Emanuela Tyszkiewicza (1801-1866). Budynek parterowy z wysokimi suterenami, na planie prostokąta. Środkowa część podwyższona o jedno piętro. Przed wejściem frontowym znajduje się szeroki taras, na który z poziomu gruntu wiodą szerokie schody o kilkunastu stopniach. Wejście akcentuje czterokolumnowy portyk z trójkątnym frontonem.

W centrum elewacji ogrodowej znajduje się ryzalit z pilastrami. Dawniej przed ryzalitem znajdował się niski portyk z balkonem, lecz nie zachował się do współczesnych czasów.
- Oficyna w pobliżu pałacu, parterowa, na planie prostokąta, z czterospadowym dachem, ozdobiona gzymsami.
- Stajnia – zbudowana w latach 1850–1856. Parterowy budynek na planie prostokąta z centralnym ryzalitem tworzącym dwupiętrową wieżę z zegarem w półkolistym szczycie ozdobionym pilastrami. Elewacje stajni ozdobione są lizenami, listwami i płycinami. Dekoracyjne są też oprawy półkolistych okien.
- Spichrz z XIX wieku. Zbudowany na planie prostokąta, z wysokim dachem naczółkowym i czterosłupowym podcieniem.